# Fargesia dulcicula
Fargesia dulcicula är en gräsart som beskrevs av Tong Pei Yi. Fargesia dulcicula ingår i släktet bergbambusläktet, och familjen gräs. Inga underarter finns listade i Catalogue of Life.